# Fagin
Fagin è un personaggio letterario del romanzo di Charles Dickens Le avventure di Oliver Twist, descritto all'inizio della storia come un "ricettatore di beni rubati", nel prosieguo del romanzo, Dickens si riferisce a lui chiamandolo semplicemente "l‘ebreo".

## Descrizione
Originario di Londra, Fagin è descritto come "disgustoso" a vedersi. È a capo di un gruppo di ladruncoli, ai quali insegna a vivere di borseggi e di altre attività criminali, trattenendo per sé parte del ricavato dei furti in cambio dell'alloggio fornito loro. Di Bill Sikes, uno dei personaggi più malvagi del romanzo, viene lasciato intendere che fosse un vecchio pupillo di Fagin. Anche Nancy viene chiaramente indicata come tale.
Sebbene nel romanzo venga spesso descritto dotato di un certo senso dell'umorismo, è comunque un personaggio dalle caratteristiche principalmente negative, un inguaribile avaro, che, nonostante le ricchezze accumulate nel corso degli anni grazie ai “lavoretti“ degli altri, fa molto poco per migliorare la squallida vita dei bambini di cui si occupa, incoraggiandoli a fumare e bere gin atteggiandosi a “uomini di mezza età”. Nella sua seconda apparizione nel libro, il lettore viene maggiormente a conoscenza della psicologia di Fagin apprendendo che non si dispiace minimamente per quei suoi ragazzi che vengono arrestati ed eventualmente impiccati, la sua unica preoccupazione è che non lo danneggino e che non rivelino il nascondiglio e i loschi affari del gruppo. Altri lati oscuri del personaggio vengono rivelati nel tentativo di pestaggio ai danni di Oliver per aver cercato di fuggire dopo che era stato rapito, e nel suo personale coinvolgimento in svariate losche sottotrame del romanzo. Infine può anche essere ritenuto indirettamente responsabile dell'omicido di Nancy avendo deliberatamente informato Bill Sikes del tradimento di lei. Verso la fine del libro, Fagin viene impiccato dopo la cattura, in un capitolo che lo ritrae come una figura pietosa nella sua angoscia dovuta alla paura della morte.

## Fonti storiche
Dickens prese il nome Fagin da un amico che aveva conosciuto in gioventù mentre lavorava in una fabbrica di vernici, Bob Fagin.
Il personaggio di Fagin è basato sul criminale Ikey Solomon, che fu un ricettatore al centro di un famoso caso giudiziario dell'epoca. Le cronache di allora descrivono Solomon come un "kidsman". Un kidsman era in gergo un adulto che reclutava ragazzini dalla strada per addestrarli al furto, offrendo loro cibo e riparo in cambio del ricavato dei furti.

## Antisemitismo
Fagin è famoso per essere uno dei pochi personaggi ebrei della letteratura del diciannovesimo secolo. Fagin è stato oggetto di molti dibattiti circa il presunto antisemitismo di Dickens prima e dopo la morte dell'autore. Nella prefazione di una riedizione datata 1981 di Oliver Twist, per esempio, Irving Howe scrisse che Fagin viene descritto come "l'archetipo di tutti gli ebrei malvagi". Nei primi 38 capitoli del libro, Dickens si riferisce a Fagin sottolineando le sue origini etniche e religiose, per ben 257 volte, chiamandolo "the Jew" (l'Ebreo), solo in 42 occasioni viene chiamato con il suo nome proprio "Fagin" o descritto come "il vecchio". Nel 2005, lo scrittore Norman Lebrecht scrisse che «Una peggiore stigmatizzazione di una comunità etnica può difficilmente essere immaginata e non era assolutamente inintenzionale.» Dickens affermò che aveva fatto di Fagin un ebreo perché «quel tipo di criminali sono spesso ebrei». Dichiarò inoltre che chiamando Fagin, “l'ebreo”, non voleva essere offensivo verso il popolo ebraico. In una lettera scrisse: 
(Charles Dickens)
In successive riedizioni del romanzo, Dickens tagliò molti riferimenti all‘ebraismo di Fagin.
Questo accadde dopo che Dickens vendette la sua casa londinese ad un banchiere ebreo, tale James Davis, nel 1860, e divenne amico dell'uomo e della di lui moglie Eliza, che criticò l'enfasi sulle origini religiose di Fagin nel romanzo. Quando vendette loro la casa, Dickens avrebbe detto a un amico, «L'acquirente di Tavistock House è un ebreo presta-soldi» aggiungendo poi, «Devo ammettere che in tutte le cose, l'acquirente si è comportato benissimo, e non mi viene in mente una transazione d'affari che si sia conclusa in maniera più corretta e soddisfacente.»
Dickens divenne amico di Eliza, la quale gli scrisse in una lettera del 1863, che riteneva il ritratto fatto di Fagin come “Ebreo”, una grossa offesa al suo popolo. Quindi Dickens iniziò a revisionare Oliver Twist, rimuovendo tutti gli appellativi "the Jew" (L'ebreo)  dagli ultimi 15 capitoli del libro. Successivamente Dickens scrisse in risposta, «Non ho niente contro un popolo per il quale non ho che rispetto e al quale non volevo arrecare offesa alcuna.» In una delle sue ultime letture pubbliche del romanzo nel 1869, un anno prima della morte, Dickens spogliò Fagin di tutti gli stereotipi razzisti. Uno spettatore contemporaneo osservò , «Non usa nessuna intonazione nasale; non si ingobbisce leggendo, tutti i convenzionali attributi degli ebrei sono omessi.»
Nel 1865, in Il nostro comune amico, Dickens creò altri personaggi ebrei, il più rilevante dei quali è Mr. Riah, un ebreo anziano che trova lavoro in fabbrica a ragazze in difficoltà. Una delle due protagoniste, Lizzie Hexam, difende il suo datore di lavoro dicendo, «Il gentiluomo certamente è un ebreo, e la signora, sua moglie, è ebrea anch‘essa. Ma penso che non esistano persone più gentili sulla faccia della Terra.»
Il fumettista statunitense Will Eisner, disturbato dall'antisemitismo con cui era stato descritto il personaggio di Fagin, creò un graphic novel, pubblicato nel 2003, intitolato Fagin the Jew. Nel fumetto, le origini del personaggio e gli eventi di Oliver Twist sono narrati dal suo punto di vista. Eisner riscatta il personaggio di Fagin dallo stereotipo con cui era stato dipinto da Dickens.
In una delle tavole finali, Fagin - proprio nel rivolgersi a Dickens che è andato a visitarlo in carcere - gli dice: «Verità?!? Indicare un uomo riferendosi solo alla sua razza è verità? O lo è usare "ebreo" come sinonimo di "criminale"? O è forse verità ritrarre un ebreo sulla sola base del pregiudizio?»...

## Film e teatro
Numerosi attori importanti hanno interpretato Fagin sullo schermo a cominciare da William Humphrey nel 1909. Tra i più celebri interpreti di Fagin nella prima metà del Novecento ci sono Lon Chaney, Sr. nel 1922, Irving Pichel nel 1933 e Alec Guinness nel 1948 (la sua performance fu però così controversa che il film venne vietato negli Stati Uniti per tre anni, accusato di essere antisemita).
L'interpretazione del personaggio data da Ron Moody nella rappresentazione teatrale del musical Oliver! e nel seguente film del 1968 basato sullo stesso, è evidentemente influenzata da quella di Guinness anche se i supposti toni antisemiti dell'interpretazione di Guinness vennero considerevolmente smorzati nel musical. Fagin è reso maggiormente amabile nel musical, e completamente innocente dell'assassinio di Nancy. Inoltre, presumibilmente, alla fine riesce a sfuggire alla cattura da parte della polizia. Il successo del musical ha generato una lunga serie di interpreti, a cominciare da Clive Revill (nella versione di Broadway del 1963) fino a Rowan Atkinson (nel revival londinese del 2009). Altri celebri interpreti di Fagin nel musical di Bart sono stati Peter Karrie, Hugh Panaro e Omid Djalili.
Nonostante Fagin fosse sempre stato rappresentato come un vecchio laido malandato e sporco, nella versione televisiva del 1982 il personaggio (interpretato da George C. Scott) è considerevolmente più giovane, forte e di miglior presenza.
Nella versione a cartoni animati della Disney, Oliver & Company (1988), Fagin è un pover'uomo che vive in una barca con i suoi cani, ed è doppiato da Dom DeLuise nell'originale e da Gigi Angelillo nella versione in italiano. Non si fa riferimento alla sua religione, ed è più giovane e bonario.

Fagin nella versione Disney

Più in linea con la tradizione di Guinness e Moody è la resa del personaggio offerta da Richard Dreyfuss in una produzione televisiva della Disney del 1997, e da Ben Kingsley nel film di Roman Polański del 2005, dove viene rappresentato più gentile e affettuoso nei confronti di Oliver e della banda di piccoli criminali rispetto al libro.
Contrariamente all'aspetto descritto nel romanzo, nell'adattamento fatto dalla BBC nel 2007 Fagin (Timothy Spall) è senza barba e in sovrappeso.
| Anno | Film                                                                         | Interpreti                                              | Note |
| ---- | ---------------------------------------------------------------------------- | ------------------------------------------------------- | --- |
| 1909 | Oliver Twist, regia di James Stuart Blackton                                 | William Humphrey                                        | Film muto (USA). |
| 1912 | Oliver Twist, prodotto dalla General Film Publicity & Sales Co.              | Nat C. Goodwin                                          | Film muto (USA). |
| 1912 | Oliver Twist, regia di Thomas Bentley                                        | John McMahon                                            | Film muto (GB). |
| 1916 | Oliver Twist, regia di James Young                                           | Tully Marshall                                          | Film muto (USA). |
| 1919 | Oliver Twist (Twist Olivér), regia di Márton Garas                           | László Z. Molnár                                        | Film muto (Ungheria). |
| 1921 | Oliver Twist, regia di Millard Webb                                          | Clarence Wilson                                         | Film muto (USA). |
| 1922 | Oliviero Twist (Oliver Twist), regia di Frank Lloyd                          | Lon Chaney                                              | Film muto (USA). |
| 1922 | Oliver Twist, regia di Lupu Pick                                             | ??                                                      | Film muto (Germania) |
| 1933 | Oliver Twist, regia di William J. Cowen                                      | Irving Pichel                                           | Film (USA). |
| 1948 | Le avventure di Oliver Twist (Oliver Twist), regia di David Lean             | Alec Guinness                                           | Film (GB). |
| 1955 | Oliver Twist                                                                 | Jaime Barcellos                                         | Sceneggiato TV (Brasile). |
| 1959 | Oliver Twist, regia di Daniel Petrie                                         | Eric Portman                                            | Sceneggiato TV (USA). |
| 1960 | Oliver Twist                                                                 | ??                                                      | Sceneggiato TV (Brasile). |
| 1960 | Oliver!, musica e libretto di Lionel Bart                                    | Ron Moody                                               | La produzione originale londinese apre il 30 giugno 1960 al New Theatre (oggi Noël Coward Theatre)                                                             |
| 1962 | Oliver Twist, regia di Eric Tayler                                           | Max Adrian                                              | La prima miniserie TV (GB) prodotta dalla BBC è trasmessa in 13 episodi settimanali, dal 7 gennaio al 1º aprile 1962.                                          |
| 1962 | Oliver Twist, regia di Jean-Paul Carrère                                     | Marcel Dalio                                            | Sceneggiato TV (Francia), trasmesso il 6 maggio 1962 nella serie Le théâtre de la jeunesse.                                                                    |
| 1963 | Oliver!, musica e libretto di Lionel Bart                                    | Clive Revill                                            | Riprendendo lo spettacolo londinese del 1960, la produzione originale americana debutta il 6 gennaio 1963 all'Imperial Theatre di Broadway.                    |
| 1968 | Oliver!, regia di Carol Reed                                                 | Ron Moody                                               | Film (GB), basato sulla versione musicale di Lionel Bart. |
| 1974 | Oliver Twist, regia di Hal Sutherland                                        | Les Tremayne (voce)                                     | Film d'animazione (USA). |
| 1980 | The Further Adventures of Oliver Twist, regia di Ian Fordyce e Paul Harrison | David Swift                                             | Serie TV (GB). Fagin è presente in 4 dei 13 episodi. |
| 1982 | Oliver Twist, regia di Clive Donner                                          | George C. Scott                                         | Film TV (GB). |
| 1985 | Oliver Twist, regia di Gareth Davies                                         | Eric Porter                                             | Seconda serie TV (GB), prodotta dalla BBC. |
| 1988 | Oliver & Company, prodotto dalla Disney                                      | Dom DeLuise (voce) & Gigi Angelillo (versione italiana) | Film (USA) d'animazione. |
| 1994 | Oliver!, musica e libretto di Lionel Bart                                    | Jonathan Pryce                                          | Revival londinese del musical del 1960. |
| 1997 | Oliver Twist, regia di Tony Bill                                             | Richard Dreyfuss                                        | Film TV (USA). |
| 1998 | Hey, Mr. Producer!, regia di Gavin Taylor                                    | Russ Abbot                                              | Il documentario (GB) presenta una selezione di scene da musical prodotti da Cameron Mackintosh.                                                                |
| 1999 | Oliver Twist, regia di Renny Rye                                             | Robert Lindsay                                          | Mini-serie TV (GB), in 4 episodi. |
| 2001 | Escape of the Artful Dodger, regia di Sophia Turkiewicz                      | Chris Baz                                               | Fagin appare in un episodio della serie TV (Australia), intesa come un sequel della narrazione.                                                                |
| 2002 | Olivia Twist, regia di Jonas Cornell                                         | Michael Nyqvist                                         | Versione al femminile della storia, ambientata nella Svezia dei nostri giorni. Trasmessa alla televisione svedese in 7 puntate, dal 2 marzo al 13 aprile 2002. |
| 2003 | Twist, regia di Jacob Tierney                                                | Gary Farmer                                             | Trasposizione della storia nella Toronto dei nostri giorni. |
| 2004 | Boy Called Twist, regia di Tim Greene                                        | Lesley Fong                                             | Trasposizione della storia nel Sud Africa dei nostri giorni.                                                                                                   |
| 2004 | Children in Need                                                             | Bradley Walsh                                           | Episodi della storia di Oliver Twist sono presentati nella puntata n.25 di questa serie TV della BBC.                                                          |
| 2005 | Oliver Twist, regia di Roman Polański                                        | Ben Kingsley                                            | Film (GB). |
| 2005 | Celebrate Oliver!, regia di Richard Valentine                                | Shane Richie & Ron Moody                                | Il programma TV (GB) presenta selezioni dal musical del 1960.                                                                                                  |
| 2007 | Oliver Twist, regia di Coky Giedroyc                                         | Timothy Spall                                           | Mini-serie TV (GB-USA). |
| 2009 | Oliver!, musica e libretto di Lionel Bart                                    | Rowan Atkinson                                          | Revival londinese del musical del 1960. |
| 2015 | Dickensian                                                                   | Anton Lesser                                            | Serie TV (GB), basata sui personaggi di Dickens. Fagin vi compare in 15 episodi (2015-16).                                                                     |